# Stazione di Adria
Stazione di Adria vasútállomás Olaszországban, Adria településen.

## Vasútvonalak
Az állomást az alábbi vasútvonalak érintik:
- Rovigo-Chioggia-vasútvonal
- Adria–Mestre-vasútvonal
- Adria–Ariano Polesine-vasútvonal

## Kapcsolódó állomások
A vasútállomáshoz az alábbi állomások vannak a legközelebb:
- Stazione di Cavanella Po (Stazione di Chioggia, Rovigo-Chioggia-vasútvonal)
- Stazione di Baricetta (Stazione di Rovigo, Rovigo-Chioggia-vasútvonal)
- Stazione di Cavarzere Centro (Stazione di Venezia Mestre, Adria–Mestre-vasútvonal)